# Dasihalli, Turuvekere
Dasihalli là một làng thuộc tehsil Turuvekere, huyện Tumkur, bang Karnataka, Ấn Độ.